# Nelson Alcides Cabrera
Nelson Alcides Cabrera Caraballo (Canelones, 18 luglio 1967) è un ex calciatore uruguaiano, di ruolo difensore.